# Nueva Iberia
Nueva Iberia (nombre oficial en inglés: New Iberia, en francés: La Nouvelle-Ibérie) es una ciudad ubicada en la parroquia de Iberia, en el estado estadounidense de Luisiana. En el censo de 2010 tenía una población de 30 617 habitantes y una densidad poblacional de 1050,5 personas por km².

## Geografía
Nueva Iberia se encuentra ubicada en las coordenadas 30°0′20″N 91°49′13″O / 30.00556, -91.82028. Según la Oficina del Censo de los Estados Unidos, Nueva Iberia tiene una superficie total de 29.15 km², de la cual 28.85 km² corresponden a tierra firme y 0.29 km² (1 %) es agua.

## Demografía
Según el censo de 2010, había 30 617 personas residiendo en Nueva Iberia. La densidad de población era de 1050,5 hab./km². De los 30 617 habitantes, Nueva Iberia estaba compuesto por el 52.54 % blancos, el 41.46 % eran afroamericanos, el 0.24 % eran amerindios, el 2.68 % eran asiáticos, el 0.03 % eran isleños del Pacífico, el 1.51 % eran de otras razas y el 1.54 % pertenecían a dos o más razas. Del total de la población el 3.12 % eran hispanos o latinos de cualquier raza.

## Fundación e Historia
La ciudad de New Iberia data de la primavera de 1779, cuando un grupo de colonos españoles guiados por el teniente coronel Francisco Bouligny se asentó en el actual emplazamiento de la ciudad, que era una zona habitada por los indios atacapa. New Iberia es la única ciudad de Luisiana fundada exclusivamente por españoles, aunque hay otras que llevan nombres españoles como Gonzales, Ascensión o el Puesto de Unzaga que fueron colonizados bajo los planes del gobernador malagueño Luis de Unzaga y Amézaga, para ello Unzaga, conforme ya supo en 1775 que iba a iniciarse la Revolución americana en pos de Independencia, comisionó a Francisco Bouligny para visitar Europa, con el pretexto de visitar a su familia, aunque también este redactó en agosto de 1776 un informe sobre la necesidad de colonizar la Luisiana, sobre sus tierras y facilidades de cultivo. Así es como, desde Málaga, los hermanos Ortega Monroy, albaceas de Unzaga y amigos del racionero canónigo Thomás de Unzaga, hermano de Luis, en 1777 iniciaron el proyecto de trasladar a los colonos malagueños, procedentes en su mayoría de la provincia de Málaga, muchos naturales de Alhaurín de la Torre. Zarparon de la capital de la misma en junio de 1778 a bordo del bergantín San José. En este buque viajaban 16 familias que tras hacer escala en Cádiz y La Habana arribaron a Nueva Orleáns en noviembre del mismo año. El entonces gobernador del territorio español de Luisiana, Bernardo de Gálvez, les aseguró tierras para el cultivo y para allí fundar una ciudad.[cita requerida]
En 1814, el Gobierno Federal abrió una oficina de correos en Nueva Iberia y desde entonces la ciudad fue conocida oficialmente como New Iberia. Para ese entonces los colonos españoles descubrieron que la mayoría de las tierras fronterizas con los vecinos de Bayou Teche, ya habían sido concedidas. Por lo que con el tiempo su asentamiento se hizo pequeño y decidieron expandir hacia el sur y el oeste de un pequeño lago, que llegó a llamarse Spanish Lake ("Lago Español"), desde entonces los colonos españoles se convirtieron en hacendados y ganaderos.
Nueva Iberia, tuvo un papel importante en el comercio durante principios del siglo XVIII, donde hacía de ciudad comercial para el transbordo de mercancías de Nueva Orleáns hacia las tierras del oeste del país. Nueva Iberia fue importante a este respecto, pues estaba situada al comienzo de una curva de 40,23 kilómetros de pantano que fluía hacia el este, el norte y el oeste, donde finalmente pasaba un arroyo a menos de 3,22 kilómetros de distancia de donde comenzaba la curva. Por lo que para los comerciantes que transportaban cargas en barcos planos y goletas, era mucho más sencillo y económico llegar a Nueva Iberia, descargar sus mercancías en carros y cruzar el estrecho, para posteriormente recargar en los barcos y llevar la mercancía río arriba.
A principios del siglo XIX, algunos de los propietarios originales de las grandes concesiones de tierra comenzaron a subdividirlas en pequeños tramos, cada uno con fachada en el pantano. Para 1819, el inspector del gobierno, Leander Catchcart, divulgó que había seis casas, una tienda general de mercancía y un salón en Nueva Iberia. El año de 1819, supuso un punto de inflexión para las fortunas de Nueva Iberia, con la creación de la compañía Steamboat Attakapas, el incremento del tráfico de barcos de vapor no solo trajo consigo más movimiento de mercancías, sino que también llegaban pasajeros.
En 1880 con la llegada del ferrocarril, el tráfico de los barcos de vapor comenzó a declinar, el último barco de vapor que pasó a través de Nueva Iberia, lo hizo en el año 1943, desde entonces hasta la actualidad solo atraviesan el pantano unas remolcadoras diésel que empujan las barcazas de azúcar.
Entre los años 1820 y 1860, se dio un crecimiento próspero que se vio frenado más tarde, debido a que la ciudad no podía expandirse más, pues estaba rodeada de plantaciones en el este y el oeste. Algunas de estas tierras fueron donadas y vendidas por sus propietarios para permitir la construcción de Iglesias, carreteras etc.
En septiembre de 1839, los habitantes de Nueva Iberia padecieron una epidemia de fiebre amarilla, que se extendió por todo el Teche.
En 1880, con la llegada del ferrocarril se introdujo en Nueva Iberia la industria maderera, las grandes compañías dedicadas a la tala de árboles, vieron un gran potencial en el bosque virgen de cipreses localizado a pocos kilómetros de la ciudad. Durante cuarenta años, se vivió el auge de la industria maderera, por lo que dio oportunidad a la ciudad a mejorar su economía tras la Guerra Civil. La mayoría de la producción de madera se destinaba a la construcción de techos para casas de Kansas y Nebraska, además de surtir al medio oeste del país con cisternas de ciprés.
Durante las décadas de 1880 y 1890 New Iberia contaba con cinco fábricas de ladrillos, tuberías y azulejos. Las fundiciones repararon y construyeron la maquinaria del molino de vapor y el molino de azúcar. Fue entonces cuando el procesamiento y empaquetado de alimentos se convirtió en una actividad principal.
Posteriormente se establecieron fábricas de arroz y hacia 1900 New Iberia ya tenía una agitada actividad comercial. En 1917, se dio lugar a la apertura del campo petrolífero Little Bayou, tras el descubrimiento de petróleo y gas natural en la zona. Con el impulso provocado por las nuevas tecnologías de perforación después de la Segunda Guerra Mundial, se desarrolló el Puerto Iberia, que hoy en día cuenta con 70 industrias y más de 200 000 000 USD en ventas.

## Denominaciones
La ciudad fue llamada Nueva Iberia en homenaje a la península ibérica. Cuando Luisiana pasó a dominio francés en 1802 tras su cesión de acuerdo con el Tercer Tratado de San Ildefonso fue rebautizada como Nouvelle Ibérie. El cambio de soberanía en 1803 con la Compra de Luisiana por parte de los Estados Unidos trajo consigo la adopción del topónimo inglés New Town, bajo el cual el gobierno federal abrió una oficina postal. Pero los matasellos utilizaban una forma latina Nova Iberia, creando confusión respecto a su correcta denominación, ya que persistían las formas española, francesa, inglesa y latina. En 1839 la ciudad fue incorporada oficialmente al estado de Luisiana bajo el nombre de Iberia, pero la legislación estatal dio por resuelto el asunto en 1847 con denominación oficial de New Iberia.

## Ciudades hermanas
- Woluwe-Saint-Pierre, Bruselas-Capital, Bélgica
- Alhaurín de la Torre, Málaga, España
- Fuengirola, Málaga, España
- Saint-Jean-d'Angély, Francia